# Солтыкевич, Генрих Михайлович
Генрих (Иосиф) Михайлович Солтыкевич (Салтыкевич) (1856 — 6 [19] декабря 1916) — русский архитектор, инженер-технолог. Городской архитектор Керчи.

## Биография
Дворянин. Учился в Академии Художеств с 1879 года. За время обучения получил малую (1883) и большую (1885) серебряные медали. В 1885 году удостоен звания классного художника 2-й степени за проект «Великокняжеский дворец в столице». 
Архитектор при Керчь-Еникальском градоначальнике. Инженер-технолог. Управляющий акционерным общество «Севастопольский трамвай» (1900), одно время и. о. управляющего Кременчугским трамваем, гласный Севастопольской городской думы (1910–1913), заместитель председателя римско-католического благотворительного общества.
Владел заводом по производству искусственного льда в Севастополе. Статский советник (1913).
В 1892 году разработал проект городского герба, на основе которого был создан современный герб Керчи, утверждённый в 1996 году.
В Севастополе владел домом по дороге к хутору Делагарда. Скончался 6 (19) декабря 1916 года, похоронен на Старом городском кладбище Севастополя.

## Проекты и постройки
- Часовня Александра Невского при Мариинском детском приюте. Улица Козлова, 6 (1895; не сохранилась);
- Здание женской Романовской гимназии (расширение). Улица Театральная, 34 (1905-1909, авторство документально не подтверждено)[8];
- Молитвенный дома баптистов на Михайловской улице (1912)[9].